# Dale Scott
Dale Scott (né le 14 août 1959 à Eugene, Oregon, États-Unis) est un arbitre des Ligues majeures de baseball depuis 1986. 

## Biographie
Scott est arbitre en ligues mineures dans la Northwest League en 1981, la Ligue de Californie en 1982 la Ligue d'hiver d'Arizona (Arizona Instructional League) en 1982 et 1983, la Ligue du Texas en 1983 et 1984, l'Association américaine en 1984 et 1985 et la Ligue dominicaine de baseball hivernal de 1984 à 1986.
Il devient arbitre de la Ligue américaine de baseball en 1986. 
Dale Scott est parmi les arbitres en poste lors des Séries mondiales de 1998 entre les Yankees de New York et les Braves d'Atlanta, de 2001 entre les Diamondbacks de l'Arizona et les Yankees, et de 2004 entre les Red Sox de Boston et les Cardinals de Saint-Louis. 
Il arbitre nombre de matchs de séries éliminatoires : 
- Les Séries de championnat de la Ligue américaine : Yankees-Baltimore en 1996, Yankees-Atlanta en 1999, Yankees-Angels en 2009[2] et Boston-Détroit en 2013[3].
- Les Séries de championnat de la Ligue nationale : Mets-Cardinals en 2000[4] et San Francisco-Cardinals en 2002[5].
- Les Séries de divisions de la Ligue américaine : Yankees-Seattle en 1995[6], Yankees-Cleveland en 1997[7], Cleveland-Boston en 1998[8], White Sox-Boston en 2005[9] et Texas-Tampa Bay en 2011[10]
- Les Séries de divisions de la Ligue nationale : Diamondbacks-Cardinals en 2001[11], Cubs-Atlanta en 2003[12], Cardinals-Dodgers en 2004[13], Colorado-Philadelphie en 2007[14], Dodgers-Cubs en 2008[15] et Cardinals-Dodgers en 2014[16].
- Le match de meilleur deuxième 2013 de la Ligue nationale entre Pittsburgh et Cincinnati[17].

Scott officie dans 3 matchs d'étoiles, ceux de 1993 à Baltimore, 2001 à Seattle et 2011 à Phoenix, et est l'arbitre en chef à cette dernière occasion.
Dale Scott est l'arbitre au marbre lors du match au résultat inusité entre les Yankees et les White Sox le 1er juillet 1990. Andy Hawkins, des Yankees, y lance 8 manches sans coup sûr mais est victime de 4 points, pour devenir l'un des rares lanceurs à être le perdant malgré une telle performance. Son match sans point ni coup sûr n'est d'ailleurs pas officiellement reconnu puisque les White Sox, équipe locale, n'ont pas à se présenter au bâton en 9e manche. Scott est aussi arbitre au premier et au troisième but en 2007 et 2011, respectivement, lors de matchs sans coup sûr lancés par Justin Verlander. Il est arbitre au troisième coussin lors d'un match sans coup sûr combiné réussi par six lanceurs des Mariners de Seattle le 8 juin 2012.
Le 14 août 2009, Scott arbitre son 3 000e match dans les majeures le jour même de son 50e anniversaire de naissance.
Il est l'un des arbitres des majeures à voyager en Australie pour les deux premiers matchs de la saison 2014 au Sydney Cricket Ground de Sydney.
Comme arbitre, son numéro de dossard est le 5. Il est l'un des arbitres en chef des Ligues majeures. De 1996 à 1999, Scott est l'un des rares arbitres de la Ligue américaine à porter à l'occasion la chemise rouge, permise pour les distinguer de leurs collègues de la Ligue nationale. Lors du regroupement des officiels des deux ligues en 2000, seule la chemise bleu marine est autorisée. Scott porte notamment le rouge lorsqu'il est arbitre au marbre lors du 3e match de la Série mondiale 1998.

## Vie personnelle
Dale Scott est diplômé en communication radio et télévision. Avant de s'inscrire à une école d'arbitrage en 1981, il a été animateur de radio à la station KBDF-AM de sa ville natale d'Eugene, en Oregon. Il reprend brièvement le micro en 1983 avant d'uniquement se consacrer à son métier d'arbitre. En novembre 2013, Scott épouse Michael Rausch, son conjoint depuis 1986. Il rend discrètement la chose publique lors d'une interview d'octobre 2014 au magazine Referee, spécialisé en arbitrage, devenant par le fait même le premier arbitre des Ligues majeures de baseball et le premier des 4 principales ligues sportives nord-américaines (NFL, MLB, NBA, LNH) à être ouvertement gay. Un ancien arbitre du baseball majeur, Dave Pallone, est lui aussi ouvertement gay, mais son coming out fut en 1988 provoqué par les révélations, formulées contre son gré, d'un journal et coïncida avec la fin de sa carrière.